# Robert Willar
Robert Willar est un animateur de radio, né le 15 novembre 1923 à Metz et mort le 20 décembre 2008 à Narbonne, à l'âge de 85 ans qui fut, de 1951 à 1956, la voix des "Actualités françaises" diffusées dans les cinémas.

## Biographie
Voix historique d’Europe 1, Robert Willar entra au service de la station en 1956 et quitta cette antenne au bout de trente ans, en 1986.
Meneur de jeu comme Anne Perez, une autre figure de station dans les années 1960, Robert Willar anima « Midi à 14 heures » ou « Rendez-vous aux Champs-Élysées » avec Vonny, en 1964.
Sa carrière fut marquée par sa collaboration avec deux comiques : Les kangourous n’ont pas d’arêtes avec Francis Blanche lui laissa le surnom de « Chichinou » (1967) et On n’est pas là pour se faire engueuler avec Coluche lui valut celui de « Robert Vicelard ».
On le retrouva aux côtés de Jacques Rouland pour « Le sweepstake » (11 h-12 h) durant deux saisons, de 1980 à 1982.
De 1982 jusqu’à son départ d’Europe1, Robert Willar anima les matinales du week-end, ainsi que « Allez les verts » avec les académiciens Jean d'Ormesson et Jean Dutourd, ou « Le syndrome de ma sœur quand la caravane passe » avec Michel Lagueyrie.
Le dimanche 21 décembre 2008 à 19 h 30, à l’initiative d’Alexandre Bompard, Europe 1 lui a consacré une émission spéciale animée par Jacky Gallois et Laurent Cabrol (cette émission est ré-écoutable sur le site d’Europe 1).
Après son départ d’Europe 1, Robert Willar tient différents restaurants à Paris, dont un situé dans la rue François 1er, avant de s’installer dans le sud de la France.
Parallèlement, Robert Willar avait une petite carrière de comédien à son actif : il avait ainsi été vu dans Jeux d’enfants (2003) de Yann Samuell, dans le rôle de Julien, âgé, autrement interprété par Guillaume Canet. Il était, dans cette scène, aux côtés de son épouse, l’actrice Nathalie Nattier, dans le rôle de Sophie, âgée, par ailleurs interprétée par Marion Cotillard.
De son union avec Nathalie Nattier, est née une fille, la comédienne, chanteuse et musicienne Barbara Willar.

## Théâtre
- 1956 : Virginie de Michel André, mise en scène Christian-Gérard, Théâtre Daunou
- 1957 : Virginie de Michel André, mise en scène Christian-Gérard, Théâtre Michel